# Convento de Santa Clara (Évora)
O Convento de Santa Clara fica situado entre as Ruas de Serpa Pinto e de Santa Clara, na freguesia de Évora (São Mamede, Sé, São Pedro e Santo Antão), em Évora.
Esta antiga casa religiosa de freiras Clarissas foi fundada no século XVI, pelo então Bispo de Évora, D.Vasco Perdigão, apresentando algumas características que individualizaram, na época, as diversas casas religiosas alentejanas, como é o caso das pitorescas janelas rendilhadas das torres/mirantes. A igreja apresenta hoje um aspecto barroco (talha dourada e azulejaria do século XVIII), bem como belas pinturas murais, no alto da nave e nos dois coros. O claustro e outras dependências conventuais, como o refeitório e a Sala do Capítulo, mantêm-se mais ou menos intactos.
Devido à extinção das Ordens Religiosas, o convento encerrou em 9 de Maio de 1903, com a morte da última freira, Maria Ludovina do Carmo. Entrou então na posse do Estado, que nele instalou um Quartel de Infantaria entre 1911 e 1936. A partir desta última data, passou a servir de Escola Industrial e depois Preparatória, tendo então sido alvo de várias campanhas de restauro, que têm mantido o sóbrio aspecto conventual desta vasta construção, albergando hoje a Escola EB 2,3 de Santa Clara.
O Convento de Santa Clara está classificado como Monumento Nacional desde 1922.